# Alge kremenjašice
Alge kremenjašice ili Dijatomeje (lat., Bacillariophyta, Diatomeae) pripadaju skupini protista. Njihova stanična stijenka građena je od kremena ili silicijeva dioksida koju nazivamo frustulum. Na stanici razlikujemo gornju i donju polovicu, a one su sa strane vezane pleurom. 
Razmnožavaju se vegetativno i spolno. Kod vegetativnog načina se valve razmaknu, a protoplazma se podijeli te nastupi mitoza jezgre. Obe nove stanice dobiju po jednu valvu od roditeljske stanice koja postaje gornja ili veća valva, dok manju valvu stvaraju same. Na ovaj način postupno dolazi do smanjivanja stanice. Kada stanica dode do veličine kod koje se ne može dalje dijeliti, nastupa posebni način dijeljenja tzv. auksosporulacija i spolni proces. Kod auksosporulacije dolazi do stvaranje zigote - velike auksospore koja zatim luči veću ljušturu. Zapaženo je spolno razmnožavanje muškim spolnim stanicama koje imaju po jedan bič. U nepovoljnim uvjetima može doći do stvaranja trajnih stadija (spora) tvrdom silificiranom ljušturicom koja ima karakterističe nastavke kod različitih vrsta. Trajne spore padnu na morsko dno gdje mogu preživjeti nepovoljnu godišnju sezonu i aktivirati se kada nastupe povoljni uvjeti.
Hrane se autotrofno. Sadrže pigmente klorofil a i c, karotenoid i ksantofil (fukoksantin). Produkt fotosinteze je krizolaminarin, polimer glukoze.
Na Zemlji ima oko 100.000 tisuća vrsta algi kremenjašica razvrstanih u 250 rodova. Staništa su im razna: na kopnu, u stajaćim i tekućim vodama, u slobodnoj vodi (plankton) ili na dnu (bentos). Mogu i obrastati potopljene predmete. Općenito obitavaju u hladnijim morima, a u temperiranim morima su bolje zastupljene u hladnijem dijelu godine. S obzirom na strukturu ljušturice dijelimo ih na Centricae koje imaju radijalnu strukturu u odnosu na centralnu točku i Pennatae koje su izdužene. Prve su pretežno planktonske dok druge prevladavaju u bentosu.
Nakon ugibanja stanice, njezina ljuštura pada na dno, a tijekom milijuna godina na dnu se stvara dijatomejska zemlja.
Alge kremenjašice upotrebljavaju se za proizvodnju izolacijskih materijala, izradu paste za zube, te brušenje kovina.

## Klasifikacija
- Subdivisio Bacillariophytina Medlin & Kaczmarska, 14 645
  - Classis Bacillariophyceae Haeckel, 13 080
  - Classis Mediophyceae Medlin & Kaczmarska, 1565
- Subdivisio Coscinodiscophytina Medlin & Kaczmarska,  1253
  - Classis Coscinodiscophyceae Round & R.M.Crawford, 1253
- Classis  Bacillariophyta classis incertae sedis, 471

## Drugi projekti
|  | Zajednički poslužitelj ima još gradiva o temi Alge kremenjašice |
|  | Wikivrste imaju podatke o taksonu Algama kremenjašicama         |